# Kharif

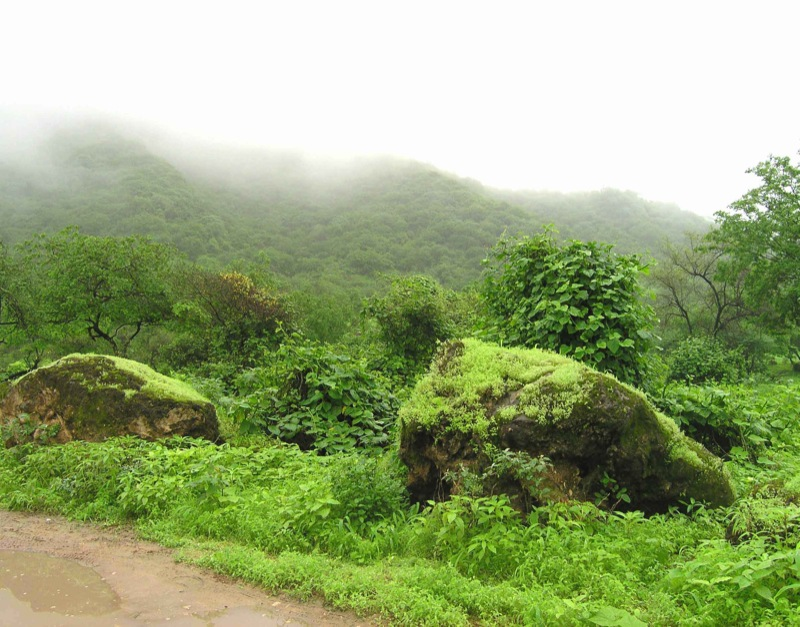
Le montagne attorno a Salāla e ad al-Ghayda, durante il monsone detto kharīf, sono bagnate da copiose precipitazioni

Il Kharīf (in arabo خريف‎?, ossia "autunno") è una parola colloquiale araba usata nell'Oman meridionale e nello Yemen sud-orientale per indicare il monsone che viene da SE. Il monsone si scarica sul Governatorato del Dhofar e in quello del Mahra da giugno ai primi di settembre. Città come Salāla dipendono dal kharīf per il loro rifornimento di acqua. 
Una festa del kharīf si svolge a Salalah per celebrare il monsone ed attirare i turisti.